# Langelands Nørre Herred

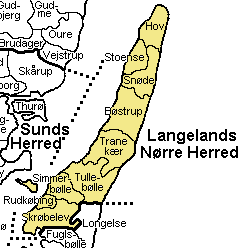
Langelands Nørre Herred

Langelands Nørre Herred was een herred in het voormalige Svendborg Amt in Denemarken. De herred omvatte het noordelijke deel van het eiland Langeland. In 1970 werd het gebied deel van de nieuwe provincie Funen.
Naast de stad Rudkøbing lagen er acht parochies in de herred.
- Bøstrup
- Hov
- Rudkøbing
- Simmerbølle
- Skrøbelev
- Snøde
- Stoense
- Tranekær
- Tullebølle